# The Great Lost Kinks Album
The Great Lost Kinks Album è una compilation di materiale inedito del gruppo rock britannico The Kinks, pubblicata nel 1973 dalla Reprise Records dopo l'abbandono dell'etichetta da parte della band per trasferirsi alla RCA Records.

## Storia
Le tracce contenute sull'album furono registrate tra il 1966 e il 1970 e i nastri master spediti negli Stati Uniti alla Reprise agli inizi degli anni settanta per adempiere a degli obblighi contrattuali in sospeso con la casa discografica. Il leader dei Kinks, Ray Davies, considerava il materiale non finito e avrebbe voluto che rimanesse inedito. Diverse altre canzoni provenienti da queste registrazioni per la Reprise erano state incluse nel 1972 all'interno della raccolta The Kink Kronikles, pubblicata solo negli Stati Uniti.
Lo stesso Davies e il management dei Kinks vennero a conoscenza dell'esistenza dell'album solo leggendo la classifica statunitense di Billboard. Davies intentò causa alla Reprise e come risultato la casa discografica ritirò l'album dai negozi nel 1975. Il disco divenne immediatamente un ambito oggetto da collezionisti e molte delle canzoni presenti sull'LP rimasero inedite fino alla ristampa in CD nel 1998 degli album dei Kinks con l'aggiunta di bonus tracks. La maggior parte delle tracce sono state successivamente rese disponibili grazie all'inclusione nella deluxe edition di The Kinks Are the Village Green Preservation Society su triplo CD del 2004.
Il titolo del disco, in italiano "Il grande album perduto dei Kinks", fa riferimento a un fantomatico album che il gruppo avrebbe dovuto pubblicare per la Reprise nel 1968 ma che venne cancellato per far posto a The Village Green Preservation Society.

## Brani
I brani su disco includono alcune tracce non utilizzate, un singolo britannico (Plastic Man), una B-side (I'm Not Like Everybody Else), un tema di un film (Till Death Do Us Part), e canzoni scritte esclusivamente per la televisione britannica (Where Did the Spring Go?, When I Turn Out the Living Room Light). Contiene inoltre diverse composizioni che avrebbero dovuto far parte del poi abortito primo album solista di Dave Davies intitolato A Hole in the Sock of (Groovy Movies, There Is No Life Without Love, This Man He Weeps Tonight). Le note interne del disco furono scritte da John Mendelsohn.

## Tracce
- Tutti i brani sono opera di Ray Davies, eccetto dove indicato diversamente.

Lato 1
1. Til Death Do Us Part (Mai ufficialmente pubblicata su CD) - 3:12
2. There Is No Life Without Love (Dave Davies/Ray Davies) - 1:55
3. Lavender Hill - 2:53
4. Groovy Movies - 2:30
5. Rosemary Rose - 1:43
6. Misty Water - 3:01
7. Mister Songbird - 2:24

Lato 2
1. When I Turn off the Living Room Light - 2:17
2. The Way Love Used to Be - 2:11
3. I'm Not Like Everybody Else - 3:29
4. Plastic Man - 3:00
5. This Man He Weeps Tonight (Dave Davies) - 2:38
6. Pictures in the Sand - 2:45
7. Where Did the Spring Go? - 2:10